# سیکلوبیس(پاراکوات-پی-فنیلن)
سیکلوبیس(پاراکوات-پی-فنیلن)(به انگلیسی: Cyclobis(paraquat-p-phenylene)) (مشتق شده از پاراکوات) متعلق به دسته سیکلوفان‌ها بوده و از واحدهای آروماتیک متصل شده توسط پل متیلن تشکیل شده‌اند. این ماده می‌تواند یک مولکول مهمان کوچک را در خود جای دهد و نقش مهمی در شیمی میزبان–مهمان و شیمی فراذره‌ای دارد.